# Клескалово
Клескалово (рос. Клескалово) — присілок в Новоржевському районі Псковської області Російської Федерації.
Населення становить 8 осіб. Входить до складу муніципального утворення Виборська волость.

## Історія
Від 2015 року входить до складу муніципального утворення Виборська волость.

## Населення
| 2001 | 2002 | 2010 |
| ---- | ---- | ---- |
| 21   | ↘19  | ↘8   |